# Parageron minor
Parageron minor är en tvåvingeart som först beskrevs av Efflatoun 1945.  Parageron minor ingår i släktet Parageron och familjen svävflugor. Inga underarter finns listade i Catalogue of Life.